# Niko Eeckhout

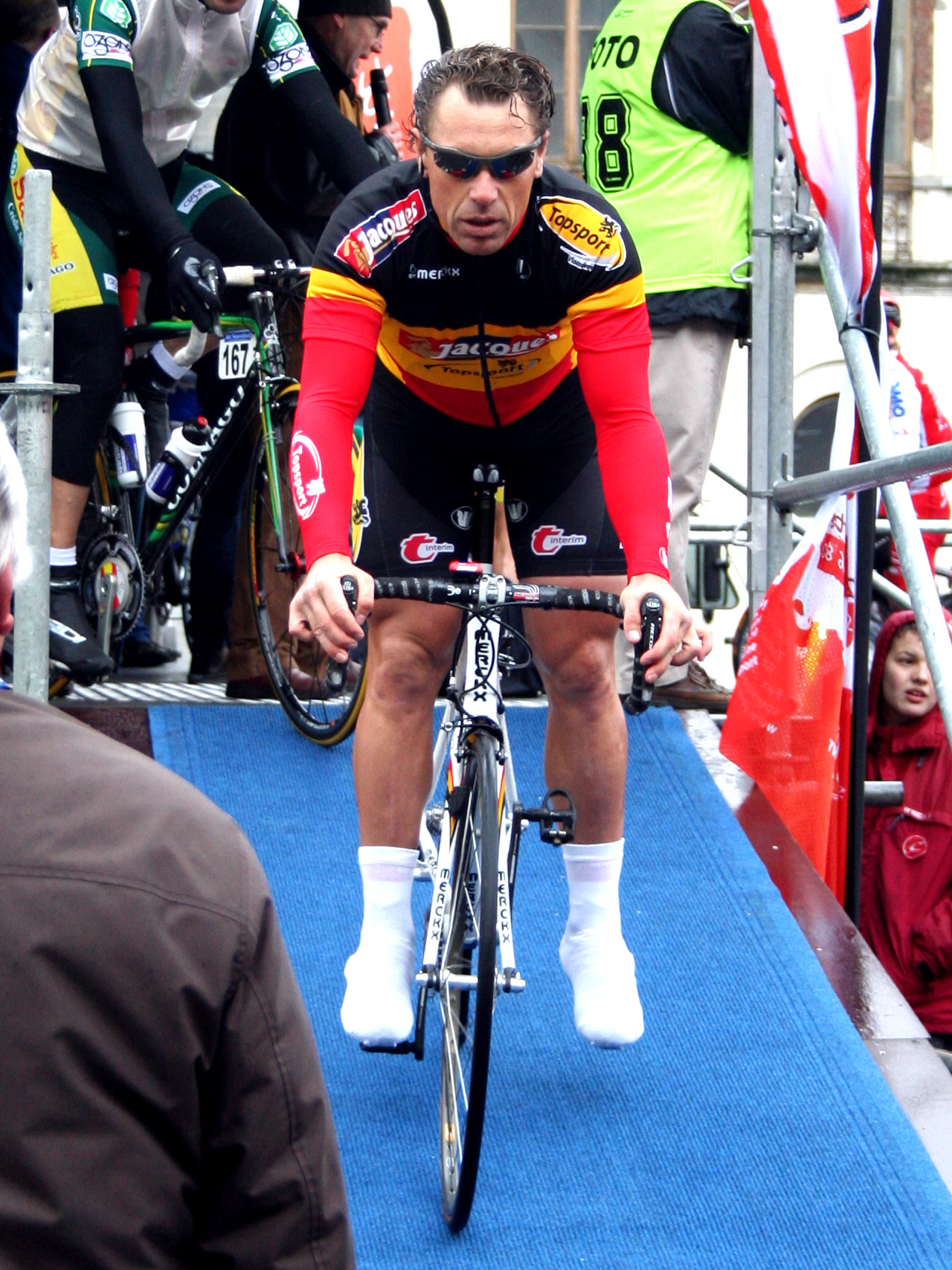
Niko Eeckhout am Start zu Omloop Het Volk 2007

Niko Eeckhout (* 16. Dezember 1970 in Izegem) ist ein ehemaliger belgischer Radrennfahrer und aktueller Sportlicher Leiter.
Eeckhout wurde 1993 bei Palmans-Collstrop Profi. Er galt als sprintstarker Klassikerspezialist und war insbesondere in Belgien und den Niederlanden ausgetragenen Eintagesrennen, wie Dwars door Vlaanderen, Kampioenschap van Vlaanderen und Memorial Rik Van Steenbergen erfolgreich.
Am Ende der Saison 2013 beendete er im Alter von 42 Jahren nach 21 Profisaisons seine Karriere als Berufsradfahrer und wechselte in das Management seines letzten Teams An Post-ChainReaction.

## Teams
- 1992–1996 Collstrop
- 1997–1998 Lotto-Mobistar
- 1999–2000 Collstrop-De Federale Verzekeringen
- 2001–2002 Lotto-Adecco
- 2003–2004 Lotto-Domo
- 2005 Chocolade Jacques-T Interim
- 2006 Chocolade Jacques-Topsport Vlaanderen
- 2007 Chocolade Jacques-Topsport Vlaanderen
- 2008 Topsport Vlaanderen
- 2009 An Post-Sean Kelly Team
- 2010 An Post-Sean Kelly
- 2011 An Post-Sean Kelly
- 2012 An Post-Sean Kelly
- 2013 An Post-ChainReaction

## Erfolge
1995
- Grand Prix de Hannut

1999
- Grote Prijs Stad Sint-Niklaas

2000
- Grand Prix Rudy Dhaenens

2001
- Étoile de Bessèges
- Dwars door Vlaanderen
- Profronde van Midden-Zeeland
- GP Rik Van Steenbergen
- Grote Prijs Jef Scherens

2003
- GP Rik Van Steenbergen

2004
- Profronde van Midden-Zeeland

2005
- Dwars door Vlaanderen
- Grand Prix d’Isbergues
- Omloop Vlaamse Scheldeboorden
- Grote Prijs Beeckman-De Caluwé

2006
- Drei Tage von Westflandern
- Omloop van het Waasland
- Belgischer Meister Straße
- GP Rik Van Steenbergen
- Kampioenschap van Vlaanderen
- Gesamtsieger UCI Europe Tour

2007
- Omloop van het Waasland

2008
- Omloop van het Waasland

2009
- zwei Etappen Vuelta a Extremadura
- eine Etappe FBD Insurance Rás
- Grote Prijs Stad Zottegem
- Memorial Rik Van Steenbergen

2010
- eine Etappe Étoile de Bessèges
- eine Etappe Ronde de l’Oise

2011
- eine Etappe Drei Tage von Westflandern

2012
- Omloop der Kempen
- Schaal Sels